# Andrzej Paluch (bibliotekarz)
Andrzej Stanisław Paluch (ur. 9 listopada 1888 w Samborze, zm. 22 grudnia 1966 w Słupsku), nauczyciel polski, bibliotekarz, muzyk, działacz społeczny.

## Życiorys
Był synem Antoniego i Katarzyny. W 1907 ukończył VIII klasę i zdał egzamin dojrzałości w C. K. Gimnazjum Arcyksiężniczki Elżbiety w Samborze (w jego klasie był m.in. Stanisław Kubiński). Studiował następnie (z przerwami) na wydziale filozoficznym Uniwersytetu Jana Kazimierza we Lwowie, także na Uniwersytecie Jagiellońskim. Po odbyciu w latach 20. XX wieku dodatkowych studiów geograficznych i złożeniu egzaminu państwowego uzyskał w 1930 kwalifikacje nauczyciela tego przedmiotu na poziomie szkół średnich (i seminariów nauczycielskich). Pracował już wówczas od kilkunastu lat jako nauczyciel, początkowo w rodzinnym Samborze, potem we Lwowie, następnie ponownie w Samborze. Prowadził zajęcia z geografii, historii, fizyki, matematyki, muzyki, kierował w Samborze chórem szkolnym. Stan zdrowia zmusił go w 1935 do przejścia na emeryturę i od tego czasu  dorabiał prowadząc laboratorium fotograficzne. Lata II wojny światowej spędził w Samborze.
W styczniu 1946 znalazł się w Słupsku. Od września tegoż roku kierował tworzoną w tym czasie Powiatową Biblioteką Publiczną w Słupsku. Przypadło mu zadanie tworzenia powiatowej sieci bibliotecznej, pozyskiwanie i opracowanie księgozbiorów, wyszukanie i pozyskiwanie lokali, wyszkolenie kadry. W styczniu 1947 był wspólnie z inspektoratem oświaty i kuratorium szczecińskim współorganizatorem konferencji szkoleniowej dla kierowników punktów bibliotecznych. W 1947 kierowana przez niego biblioteka podjęła działalność merytoryczną, a w ciągu kolejnych dwóch lat otwartych zostało dziewiętnaście bibliotek gminnych.
Andrzej Paluch pozostawał kierownikiem Powiatowej Biblioteki Publicznej do końca sierpnia 1954. Ze względu na stan zdrowia i podeszły wiek przeszedł wówczas do mniej obciążających zajęć – został nauczycielem gry na skrzypcach w szkole muzycznej. Prowadził także szkolną bibliotekę. Praca pedagoga muzycznego była spełnieniem wieloletnich pasji Palucha, który drogą samokształcenia nabył umiejętność gry na flecie, cytrze, fisharmonii i altówce; gry na skrzypcach uczył się w czasie lwowskich studiów. Od początku pobytu w Słupsku należał do aktywnych organizatorów miejscowego życia muzycznego, pełnił funkcję wiceprezesa (od 1947 prezesa) Towarzystwa Muzycznego im. Stanisława Moniuszki, wchodził w skład zarządu V Okręgu Śpiewaczego Pomorza Zachodniego w Słupsku. Występował też jako muzyk-kameralista.
Był wieloletnim członkiem i działaczem Związku Nauczycielstwa Polskiego. Znany był ze zdolności językowych, szczególnie w dziedzinie filologii klasycznej. Z lat szkolnych wyniósł realizowane potem także w pracy zawodowej zamiłowanie do książek, przez wiele lat gromadził biblioteczkę domową. Zmarł 22 grudnia 1966 w Słupsku.